# Stewart Barrett
Charles Stewart Barrett (5 ottobre 1901 – Dublino, 15 gennaio 1982) è stato un pallanuotista irlandese.
Ha fatto parte dell'Irlanda, che ha partecipato, nel torneo di pallanuoto, ai giochi di Parigi 1924.